# Aroa pyrrhochroma
Aroa pyrrhochroma är en fjärilsart som beskrevs av Walker 1865. Aroa pyrrhochroma ingår i släktet Aroa och familjen tofsspinnare. Inga underarter finns listade i Catalogue of Life.